# Таре, Игли
И́гли Та́ре (алб. Igli Tare; род. 25 июля 1973[…], Влёра) — албанский футболист. Играл на позиции центрального нападающего. С 2008 по 2023 год — спортивный директор итальянского «Лацио».

## Клубная карьера
Его карьера началась в албанском «Партизани», а затем последовал переезд в Германию и эпизодические выступления за «Вальдох Манхейм» (1994/95), «Людвигсхаузен» (1995/96) и «Карлсруэ»(1996/97) — именно в этом клубе и началась его профессиональная карьера. В 1997 году перешёл в «Фортуну» из Дюссельдорфа, где наконец-то закрепился в составе и стал довольно регулярно забивать. С 1999-го по 2001-й выступал в Бундеслиге за «Кайзерслаутерн», однако не так уж часто выходил на поле.
В 2001 году последовал переезд в Италию и успешные выступления за «Брешиа» (2001/03) — командой тогда руководил Карло Мадзони. А затем за «Болонью» (2003/05), который после «Брешиа» также тренировал Мадзони. В «Болонье» Тара был популярен среди болельщиков, он забил один из важнейших мячей своему ожесточенному сопернику — «Парме». Однако Таре забил мало мячей за клуб и «Болонья» вылетела в Серию В. Игли пришлось покинуть клуб и в 2005 году подписывает контракт с римским Лацио. За столичный клуб выступал с 2005 по 2008 год, однако не часто появлялся на поле. После окончания контракта с «Лацио» Игли завершил карьеру футболиста. С апреля 2009 года работает спортивным директором «Лацио».

## Карьера в сборной
Провёл 67 матчей за сборную Албании, забил 10 мячей. Долгое время был капитаном сборной.